# Pronađi put
Pronađi put drugi je album Natali Dizdar izdan 2009. godine.

## Popis pjesama
1. Stranac
2. Stop
3. Ne pitaj
4. Zašto bih ti rekla to
5. Mjesecu je dosadno
6. Brodolom
7. Naučila sam trik
8. Što te ranilo
9. Japanac
10. Pronađi put

## Singlovi
- "Naučila sam trik" (2007.)
- "Stop" (2008.)
- "Stranac" (2009.)
- "Ne pitaj" (2009.)
- "Mjesecu je dosadno" (2010.)
- "Zašto bih ti rekla to" (2011.)